# 풀트니교
풀트니 교(영어: Pulteney Bridge)는 잉글랜드 서머싯주 바스 에이번강을 가로지르는 다리이다.
2012년 영화 《레 미제라블》에서 자베르가 자살하는 장면의 다리로 잘 알려져 있다.

## 같이 보기
- 베키오 다리
- 리알토 다리